# 히가시무로란역
히가시무로란역(일본어: 東室蘭駅)은 일본 홋카이도 무로란시에 위치한 홋카이도 여객철도 · 일본화물철도 무로란 본선의 철도역이다. 역 번호는 H32이며, 섬식 승강장 2면 4선의 구조를 갖춘 지상역이다. 실제로는 오샤만베역에서 이와미자와역을 연결하는 무로란 본선의 소속역이지만, 이 역에서 무로란역으로 향하는 무로란 본선 지선의 분기점이자 기.종점역이다.

## 타는 곳
| 1 | ■ 무로란 본선 지선 | 상행    | 무로란 방면                                                  |
| 2 | ■ 무로란 본선      | 상.하행 | 무로란 · 노보리베쓰 · 도마코마이 · 삿포로 방면               |
| 3 | ■ 무로란 본선      | 상행    | 도야 · 오샤만베 · 하코다테 · 아오모리 · 우에노 · 오사카 방면 |
| 4 | ■ 무로란 본선      | 하행    | 도마코마이 · 삿포로 방면                                     |

## 이용 현황
| 승차 인원 추이 | 승차 인원 추이 |
| 연도           | 1일 평균       |
| -------------- | -------------- |
| 2006           | 1,997          |
| 2007           | 2,079          |
| 2008           | 2,129          |
| 2009           | 2,118          |
| 2010           | 2,090          |
| 2011           | 2,123          |

## 화물역
일본화물철도의 역은 여객역의 동쪽에 있다. 통칭은 히가시무로란 조차장, 히가시무로란 화물역등이다. 1면 2선의 컨테이너 승강장, 착발선 5개, 구분선 개수를 가지고 있다. 컨테이너 승강장의 북쪽에 접한 컨테이너 하역선도 착발선으로 되어 있어, 착발선 하역 방식을 채택하고 있다. 컨테이너 승강장의 남쪽에 접하는 하역선은 측선이다. 영업창구인 JR화물 무로란 영업소, 승무원 기지인 무로란 종합 철도부도 역 구내에 존재한다. 또한, 남쪽에는 와시베쓰 기관구 와니시 파출소가 있어, 히가시무로란 역으로부터 선로가 나뉜다.

### 취급 화물
히가시무로란 역은 컨테이너 화물과 임시 차급화물의 취급역이다. 컨테이너 화물은 JR 규격의 12Ft 컨테이너만 취급하고 있다. 취급품은 종이나 설탕, 농산물이 많다. 산업폐기물 · 특별관리 산업폐기물의 취급 허가를 얻고 있어, 거기서부터 들어온 컨테이너 취급이 가능하다.

### 화물 열차
(2014년 5월 30일 현재)
고속화물열차는 상행 열차가 하루 12대 정차해, 이 역 종착이 2대 있다. 우선은 스미다가와 역 · 도쿄 화물 터미널 역 · 나고야 화물 터미널 역 · 스이타 화물 터미널 역 · 구다라 화물 터미널 역 등이 있다. 상행 임시열차나, 이 역 시발의 삿포로 화물 터미널 역행 하행 화물열차도 하루 1대 설정되어 있다.
전용화물열차의 발착역으로 되어있지만, 현재는 이 역으로 하역 작업을 행하는 화차는 없으나, 와시베쓰 기관구 와니시 파출소로 조사를 받는 사유 화차등을 회송하기 때문에 설정되어 있다.

## 역 주변
- 닛폰 통운 무로란 지점 물류센터
- 이온 무로란 점
- 야요이 쇼핑센터
- 무로란 시 소방본부
- 무로란 공업 대학
- 제철 기념 무로란 병원

## 인접 역
| 홋카이도 여객철도 무로란 본선      | 홋카이도 여객철도 무로란 본선                                    | 홋카이도 여객철도 무로란 본선 |
| ---------------------------------- | ---------------------------------------------------------------- | ----------------------------- |
| H 38 다테몬베쓰 하코다테 방면      | 특급 '호쿠토', '슈퍼 호쿠토' 침대특급 '호쿠토세이', '카시오페아' | 노보리베쓰 H 28 삿포로 방면   |
| 시·종착역                          | 특급 '스즈란'                                                    | 와시베쓰 H 31 삿포로 방면     |
| H 33 모토와니시 오샤만베 방면      | 보통                                                             | 와시베쓰 H 31 이와미자와 방면 |
| 홋카이도 여객철도 무로란 본선 지선 |                                                                  |                               |
| 시·종착역                          | 보통                                                             | 와니시 M 33 무로란 방면       |